# Letgallisk (sprog)
Letgallisk er et sprog, som tales i den østlige del af Letland af letgallerne. Nogen gange bliver sproget klassificeret som en lettisk dialekt, men generelt kan lettisktalende mennesker ikke forstå letgallisk. Letgallisk har også sit helt eget skriftsprog, indeholdende bogstaverne y og ō, som ikke er at finde i moderne lettisk.
Sproget tales af ca. 150.000 mennesker, størstedelen af dem i Letland, men der er også nogle små letgallisktalende samfund i Sibirien, Rusland. 
Mellem 1920 og 1934 var letgallisk forvaltnings- og undervisningssprog i Letgallen.
For øjeblikket forsøges det at oprette en letgallisk wikipedia, men da sproget ikke har nogen ISO-kode eller nogen officiel status, tager det sin tid.

## Hovedforskelle mellemlettiskog letgallisk
- Fonetiske forskelle

| lettisk | letgallisk | dansk        |
| ------- | ---------- | ------------ |
| māte    | muote      | mor(en)      |
| darbs   | dorbs      | arbejde(t)   |
| vējš    | viejs      | vind(en)     |
| melns   | malns      | sort(farven) |
| tēvs    | tāvs       | far(en)      |
| cits    | cyts       | anden        |
| dzīve   | dzeive     | liv(et)      |
| ūdens   | iudiņs     | vand(et)     |
| mūsu    | myusu      | vores        |
| piens   | pīns       | mælk         |
| dot     | dūt        | at give      |

| lettisk | letgallisk | dansk                 |
| ------- | ---------- | --------------------- |
| viņš    | jis        | han                   |
| viņa    | jei        | hun                   |
| viņi    | jī         | de(han- og fælleskøn) |
| viņas   | juos       | de(hunkøn)            |

| lettisk     | letgallisk | dansk                            |
| ----------- | ---------- | -------------------------------- |
| atgriezties | atsagrīzt  | at vende sig om/at vende tilbage |

| lettisk    | letgallisk | dansk                                                |
| ---------- | ---------- | ---------------------------------------------------- |
| Rīga       | Reiga      | Riga                                                 |
| Rēzekne    | Rēzne      | Rezekne(by i Letgallen også kaldt Letgallens hjerte) |
| Daugavpils | Daugpiļs   | Daugavpils(største by i Letgallen)                   |

## Sammenligning mellemlettisk, letgallisk,litauiskogžemaitisk.
| lettisk        | letgallisk | litauisk       | žemaitisk | dansk                    |
| -------------- | ---------- | -------------- | --------- | ------------------------ |
| apkārt         | apleik     | aplink         | ī rinki   | omkring                  |
| vienmēr        | vysod      | visad(a)       | vėsumet   | altid                    |
| meita, meitene | mārga      | mergina, merga | mergelka  | datter(en), pige(n)      |
| kleita         | sukne      | suknelė        | jopele    | kjole(n)                 |
| peldēties      | mauduotīs  | maudytis       | maudītėis | at bade                  |
| galotne        | viersyune  | viršūnė        | ???       | top(pen)                 |
| stabs          | stabs      | stulpas        | stolps    | stolpe(n)                |
| lasīt          | skaiteit   | skaityti       | ???       | at læse                  |
| nākt           | atīt       | ateiti         | ???       | at komme                 |
| rinda          | aiļa       | eilė           | eilie     | række(n)                 |
| apsēsties      | atsasēst   | atsisėsti      | ???       | at sætte sig             |
| atbildēt       | atsaceit   | atsakyti       | ???       | at svare                 |
| saaukstēties   | puorsaļt   | peršalti       | ???       | at blive forkølet        |
| auksti, auksts | solts      | šalta          | ???       | kold                     |
| kļūda          | klaida     | klaida         | ???       | fejl(en)                 |
| lappuse        | puslopa    | puslapis       | poslaės   | side(n)                  |
| un, arī        | i          | ir             | ė, ėr     | og, også                 |
| iekārtoties    | īsataiseit | įsitaisyti     | ???       | at indrette sig          |
| ģimene         | saime      | šeima          | ???       | familie(n)               |
| dzimtene       | tāvaine    | tėvynė         | ???       | fædreland(et)            |
| rietumi        | vokori     | vakarai        | vakarā    | vest(en)(verdenshjørnet) |
| piecelties     | atsastuot  | atsistoti      | ???       | at rejse sig op/stå op   |
| nākošais       | cyts       | kitas          | kėts      | kommende                 |
| sūrstēt        | pierkšēt   | perštėti       | ???       | at smerte/brænde         |
| šķēres         | zirklis    | žirklės        | ???       | saks(en)                 |